# El centroforward murió al amanecer
El centroforward murió al amanecer és una pel·lícula argentina en blanc i negre estrenada el 22 de juny de 1961, dirigida per René Mugica, protagonitzada per Luis Medina Castro, Raúl Rossi, Enrique Fava, Didi Carli, Camilo Da Passano, Javier Portales i Pierina Dealessi, entre d'altres, i amb guió d'Agustín Cuzzani sobre la seva obra teatral del mateix nom. La coreografia va estar a càrrec de María Ruanova. Era la primera pel·lícula dirigida per René Mugica, va representar a l'Argentina al 14è Festival Internacional de Cinema de Canes en 1961 i per ella va ser nominat al premi "Palma d'Or" al millor director.
La pel·lícula és fidel a l'obra original i, especialment, a l'esperit llibertari d'Agustín Cuzzani, surrealista a la criolla. L'acció es divideix en dues parts successives i complementàries: la primera d'intenció realista, rica en detalls descriptius i humor costumista, i la segona, obertament bolcada al terreny de l'al·legoria fantàstica. El to i el tractament formal canvia apropiadament d'un univers a l'altre, amb un desplegament d'imaginació visual que és atípic al cinema argentí de qualsevol període.

## Producció
En 1960 René Mugica, amb la participació d'un grup d'amics, va formar una cooperativa per a realitzar la seva primera pel·lícula com a director, per a això va triar l'obra d'Agustín Cuzzani.
El guió de la pel·lícula va ser realitzat per Agustín Cuzzani (n. en 1924 en Buenos Aires; m. el 25 de desembre de 1987 a Los Cocos, Còrdova, Argentina) segons la seva obra teatral del mateix nom. Aquest dramaturg es va caracteritzar per la seva visió satírica i crítica de la societat capitalista, que es va plasmar en diverses obres teatrals d'un gènere que va denominar «farsátira». El 1954 va estrenar la seva primera obra, Una libra de carne, que va obtenir gran èxit a l'Argentina, Amèrica Llatina i Europa, i a l'any següent va estrenar El centroforward murió al amanecer, que sseria la seva obra més famosa, la qual va ser traduïda a diversos idiomes i va recórrer el món.
Un dels personatges que intervé en la narració és el Rodamon, al qual acompanyava l'ocell Rafael, del qual Cuzzani havia parlat meravelles a Mugica. En un moment durant la preparació de l'enquadrament, el director li va dir a Cuzzani que no podia continuar escrivint accions per a l'ocell sense saber si podria realitzar-les, per la qual cosa era necessari que ho conegués. Així ho va fer en un sopar a casa de l'amo d'aquest, un cèlebre otorrinolaringòleg molt conegut entre els artistes, el doctor León Elkin. Mugica va concloure que l'ocell podria fer el que se li demanava però el va convèncer a Elkin perquè ell mateix actués com a Rodamon. Va haver-hi, no obstant això, una dificultat: segons la idea original, Rafael havia d'emprendre un vol cap a la llibertat quan morís Garibaldi, però no va poder realitzar-se perquè com a ocell criat en el tancament solament podia fer vols curts, intermitents. Això va fer comentar a Mugica el paral·lel amb la situació de l'home actual que de punt viure en aparent llibertat mai podrà gaudir de l'alegria d'una llibertat en plenitud.

## Sinopsi
“Cacho” Garibaldi (Luis Medina Castro), hàbil jugador de futbol, és comprat per un milionari anomenat Lupus (Raúl Rossi) i en una nit tempestuosa és traslladat a la mansió de Lupus, una combinació de palau, presó i fortalesa. Allí Cacho Garibaldi s'assabenta que Lupus és un col·leccionista d'éssers humans excepcionals, als quals Cacho coneix en aquest moment, i que el futbolista mai més podrà tornar a jugar ni a sortir del lloc.
Cacho s'enamora d'una altra presonera, una ballarina, i tracten d'escapar; no ho aconsegueixen i Cacho mata a Lupus i acaba afusellat pels guàrdies.

## Repartiment
- Luis Medina Castro
- Raúl Rossi
- Enrique Fava
- Didí Carli
- Camilo Da Passano
- Javier Portales
- Pierina Dealessi
- Félix Daniel Frascara
- Lalo Hartich
- Roberto Maidana
- Arturo Arcari
- Francisco Pablo Donadío
- Víctor Martucci
- Eduardo Vargas

## Crítica
La primera part de l'obra té un tractament realista. Mugica retrata amb deteniment el món del futbol, utilitzant, fins i tot, a relators esportius de l'època. La inflada, els problemes econòmics del club, el barri obrer i el joc són els elements que amb cura maneja el director.
Amb l'entrada de Cacho al palau de Lupus el clima de la pel·lícula es transforma i transmet una sensació de tancament, d'opressió, que contrasta fortament amb l'anterior.
S'ha dit que és una "excepcional opera prima… condensa bona part dels interessos recurrents de Mugica: la descripció costumista ferma, segura i sempre pertinent, el desbordi interior, la presència de la mort com a punt final sense connotacions de transcendència, el tema de la llibertat personal".
En ser exhibit al Canes el crític Yves Boisset va qualificar l'obra com "un demencial film surrealista"".